# Sollevamento pesi ai Giochi della XV Olimpiade - Pesi leggeri
La competizione della categoria pesi leggeri (fino a 67,5 kg) di sollevamento pesi ai Giochi della XV Olimpiade si è svolta il giorno 26 luglio 1952 al Messuhalli Hall di Helsinki.

## Regolamento
La classifica era ottenuta con la somma delle migliori alzate delle seguenti 3 prove:
- Distensione lenta
- Strappo
- Slancio

Su ogni prova ogni concorrente aveva diritto a tre alzate.

## Risultati
| Pos.    | Atleta                        | Nazione | Peso Atleta | Totale | Distensione lenta | Distensione lenta | Distensione lenta | Strappo | Strappo | Strappo | Slancio | Slancio | Slancio |
| Pos.    | Atleta                        | Nazione | Peso Atleta | Totale | 1                 | 2                 | 3                 | 1       | 2       | 3       | 1       | 2       | 3       |
| ------- | ----------------------------- | --- | ----------- | ------ | ----------------- | ----------------- | ----------------- | ------- | ------- | ------- | ------- | ------- | ------- |
| Oro     | Tommy Kono                    | Stati Uniti | 67,35       | 362,5  | 105,0             | 110,0             | 110,0             | 105,0   | 110,0   | 117,5   | 140,0   | 155,0   | 155,0   |
| Argento | Evgenij Lopatin               | [[File: Flag of the Soviet Union (1936 – 1955).svg\|class=noviewer\| Unione Sovietica (bandiera)\|border\|20x16px]] Unione Sovietica | 66,95       | 350,0  | 100,0             | 105,0             | 105,0             | 102,5   | 107,5   | 110     | 135,0   | 140,0   | 142,5   |
| Bronzo  | Verdi Barberis                | Australia | 67,30       | 350,0  | 97,5              | 102,5             | 105,0             | 100,0   | 105     | 105     | 132,5   | 140,0   | 142,5   |
| 4       | Kim Chang-hee                 | Corea del Sud | 67,10       | 345,0  | 95,0              | 100,0             | 102,5             | 97,5    | 102,5   | 105     | 135,0   | 140,0   | 140,0   |
| 5       | Hassan Ferdos                 | Iran | 67,20       | 345,0  | 97,5              | 102,5             | 102,5             | 102,5   | 102,5   | 107,5   | 130,0   | 130,0   | 135,0   |
| 6       | Abdel Khadr El-Sayed El-Touni | Egitto | 66,65       | 342,5  | 97,5              | 102,5             | 105,0             | 100,0   | 105,0   | 107,5   | 130,0   | 130,0   | 130,0   |
| 7       | Johan Runge                   | Danimarca | 66,80       | 330,0  | 100,0             | 105,0             | -                 | 92,5    | 97,5    | 97,5    | 122,5   | 127,5   | 130,0   |
| 8       | Thio Ging Hwie                | Indonesia | 66,75       | 327,5  | 97,5              | 102,5             | 105,0             | 87,5    | 92,5    | 92,5    | 120,0   | 125,0   | 130,0   |
| 9       | Ermanno Pignatti              | Italia | 67,50       | 325,0  | 92,5              | 97,5              | 97,5              | 100,0   | 105     | 107,5   | 122,5   | 127,5   | 132,5   |
| 10      | Alfonso Canti                 | Italia | 67,30       | 320,0  | 90,0              | 95,0              | 97,5              | 95,0    | 100     | 100     | 117,5   | 122,5   | 125,0   |
| 11      | Robert Belza                  | Cecoslovacchia | 67,45       | 320,0  | 85,0              | 90,0              | 92,5              | 90,0    | 95,0    | 97,5    | 122,5   | 127,5   | 130,0   |
| 12      | Arvid Andersson               | Svezia | 66,85       | 317,5  | 85,0              | 90,0              | 92,5              | 97,5    | 102,5   | 102,5   | 122,5   | 127,5   | 127,5   |
| 13      | Barrow Engelbrecht            | Sudafrica | 67,40       | 315,0  | 95,0              | 95,0              | 100,0             | 92,5    | 97,5    | 100     | 117,5   | 122,5   | 122,5   |
| 14      | Nil Kyaw Yin                  | Birmania | 66,30       | 310,0  | 82,5              | 87,5              | 90,0              | 90,0    | 95,0    | 97,5    | 117,5   | 125,0   | 125,0   |
| 15      | Tauno Suoniemi                | Finlandia | 67,30       | 310,0  | 95,0              | 100,0             | 100,0             | 95      | 95      | 95      | 120,0   | 120,0   | 125,0   |
| 16      | Antonio Hoffmann              | Porto Rico | 64,10       | 307,5  | 97,5              | 105,0             | 105,0             | 87,5    | 92,5    | 95      | 117,5   | 122,5   | 122,5   |
| 17      | Josef Tauchner                | Austria | 67,45       | 307,5  | 90,0              | 95,0              | 95,0              | 92,5    | 97,5    | 97,5    | 120,0   | 125,0   | 130,0   |
| 18      | Yorrie Evans                  | Gran Bretagna | 67,50       | 307,5  | 87,5              | 92,5              | 92,5              | 90,0    | 95      | 97,5    | 120,0   | 125,0   | 130,0   |
| 19      | Bjørn Heyn                    | Norvegia | 67,50       | 300,0  | 90,0              | 95,0              | 100,0             | 90      | 90      | 92,5    | 110,0   | 115,0   | 120,0   |
| 20      | Roger Rubini                  | Svizzera | 67,45       | 295,0  | 80,0              | 85,0              | 85,0              | 87,5    | 92,5    | 95      | 115,0   | 122,5   | 122,5   |
| 21      | Edward Ścigała                | Polonia | 66,60       | 290,0  | 75,0              | 80,0              | 80,0              | 85,0    | 90      | 92,5    | 115,0   | 120,0   | 120,0   |
| -       | Anton Leuthe                  | Germania | 67,40       | 190,0  | 90,0              | 95,0              | 95,0              | 95,0    | 100     | 102,5   | 125,0   | 125,0   | 125,0   |
| -       | Jim Halliday                  | Gran Bretagna | 67,00       | 205,0  | 87,5              | 92,5              | 95,0              | 102,5   | 110,0   | 112,5   | 130,0   | 135,0   | 135,0   |
| -       | Thong Saw Pak                 | Singapore | 66,65       | 95,0   | 90,0              | 95,0              | 97,5              | 90      | 90      | 90      | -       | -       | -       |